# 空目
空目（そらめ）とは、
1. そこに存在していないものを見たと認識すること（幻視）
2. 実際には見ているものを見ていないふりをすること
3. 顔全体でなく瞳だけを上に向けて見ること

である。このうち1と2には同様のことを耳でする「空耳」がある。また、古語としては「見間違え」という意味も持つ。
なお時期や規模は分からないが「書かれている単語を別の単語に見間違うこと」（対象を文字に限定した錯視）という意味での使用が見られだし、株式会社アイシェアが2008年9月2日から4日までの期間に行った空目に関するリサーチの結果によれば、20代から40代までのネットユーザー412人のうち236人（57.3 %）が「空目をしたことがある」と回答している（ただこれは「見間違いをしたことがあるか」ということであって、「空目という表現を知っていた、あるいは使ったことがあるか」という意味は含まない）。
空目をしたことがある236人に対する「空目という表現を使ったことがあるか」という項目には220人（93.2 %）が「ない」と回答。「ある」の内訳は性別では女性は125人中7人、男性は111人中9人で男性の方が率が高く、年代別では30代がもっとも高く112人中12人（10.7 %）だった。